# 사쿠라시 (도치기현)
사쿠라시(일본어: さくら市, 문화어: 사꾸라시)는 일본 도치기현 중앙에 자리잡은 시이다. 2005년 3월 28일에 시오야군 우지이에정(氏家町)과 기쓰레가와정(喜連川町)이 통합하여 발족했다. 이름의 유래는 식물 벚나무이다.
같은 이름의 지바현 사쿠라시와는 관계가 없다.

## 지리
도쿄에서 북쪽으로 약 115km, 현도 우쓰노미야시에서 북쪽으로 약 15km, JR 동일본 우쓰노미야선을 이용해 도쿄에서 전철로 2시간 15분, 우쓰노미야에서 약 15분 거리에 있다. 도네강 수계인 기누강의 동쪽으로 펼쳐진 평지, 수전 지대인 구 우지이에정 및 동쪽의 구릉 지대를 사이에 둔 나카강 수계 아라카와강, 우치카와강, 에가와강 주변의 구릉 사이에 평지가 있는 구 기쓰레가와정으로 이루어져 있다.

## 역사
- 2005년 3월 28일 - 시오야군 우지이에정과 기쓰레가와정이 통합하여 사쿠라시가 성립하였다.

## 교통

### 철도
- 동일본 여객철도 우쓰노미야선(도호쿠 본선)

### 도로
- 국도 제4호선
- 국도 제293호선

## 인구
| 연도 | 인구   | ±%     |
| ---- | ------ | ------ |
| 1960 | 33,375 | —      |
| 1970 | 32,495 | −2.6%  |
| 1980 | 34,820 | +7.2%  |
| 1990 | 36,543 | +4.9%  |
| 2000 | 40,030 | +9.5%  |
| 2010 | 44,774 | +11.9% |